# Liste der Satellitengalaxien von Andromeda

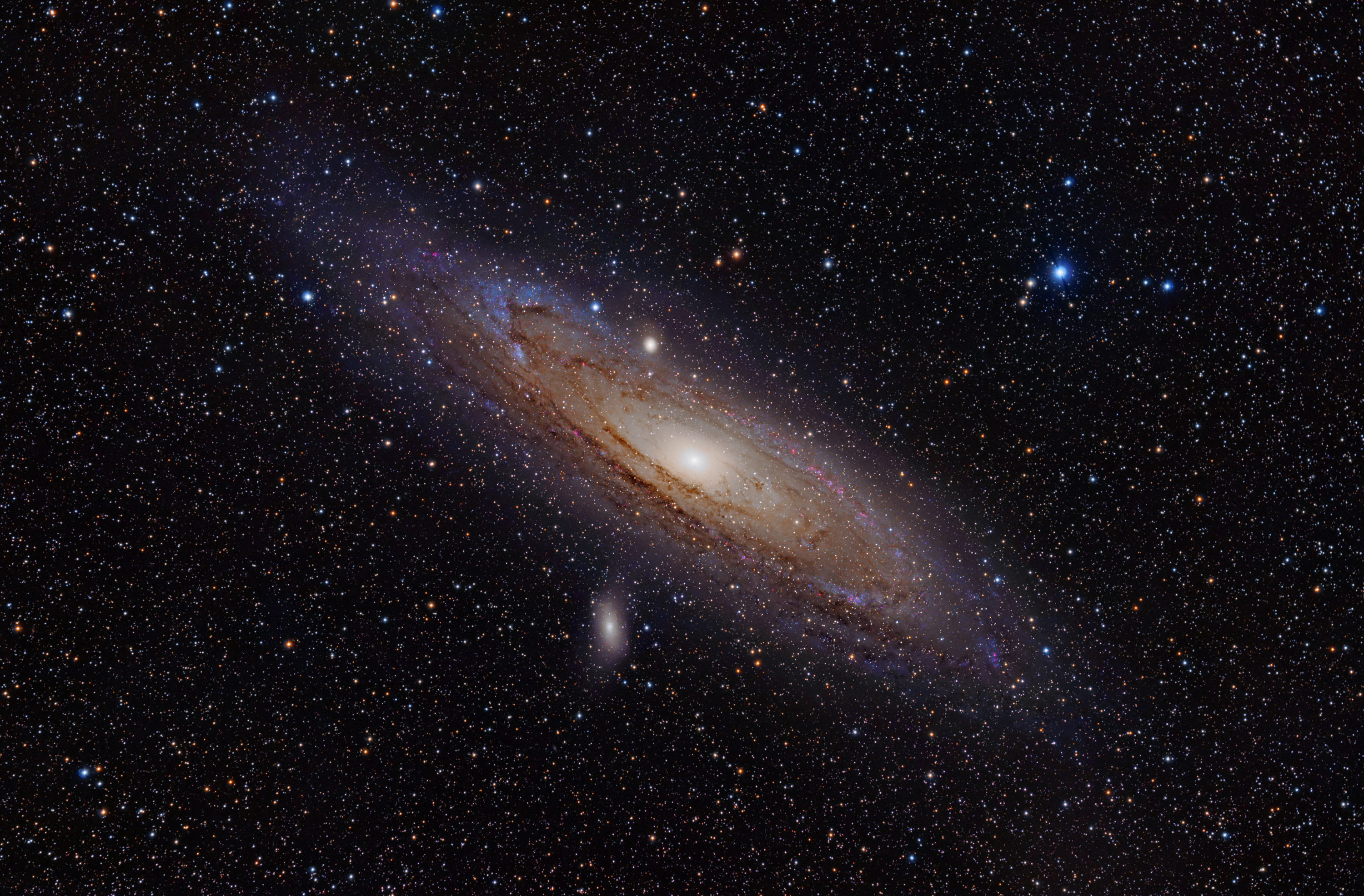
Die Andromedagalaxie mit M110 unten und M32 oben am Rand von M31

Die Andromedagalaxie M31 besitzt genau wie unsere Heimatgalaxie die Milchstraße auch Satellitengalaxien. Derzeit sind mindestens 37 Galaxien bekannt, Andromeda eingeschlossen, die zusammen die Andromeda-Untergruppe der Lokalen Gruppe bilden.
Unter ihnen sind auch Galaxien wie die elliptische Galaxie M32, die bereits mit kleineren Hobby-Teleskopen ausgemacht werden können. Die zweithellste Galaxie direkt in Nachbarschaft zu ihr ist M110. NGC 185 wurde am 30. November 1787 von Friedrich Wilhelm Herschel, die Zwerggalaxie NGC 147 von dessen Sohn John Frederick William Herschel am 8. September 1829 entdeckt.

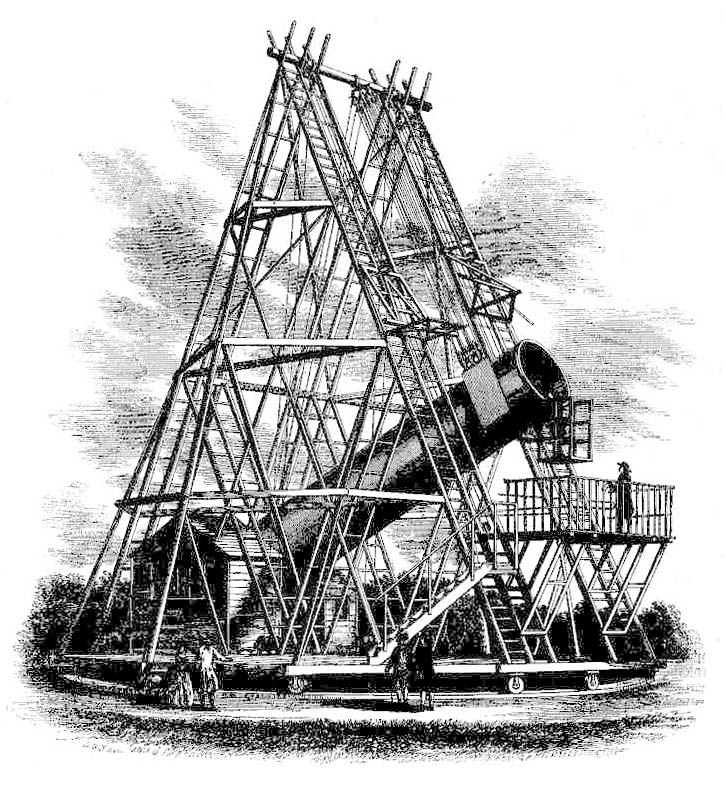
Das 40-Fuß-Teleskop von 1787 von Friedrich Wilhelm Herschel

Die anderen Galaxien sind Zwerggalaxien, deutlich lichtschwächer, und wurden erst durch fotografische und später CCD-Aufnahmen entdeckt.
Aktuelle Messergebnisse aus dem Jahr 2006 zeigen jetzt, dass sich die lichtschwachen Satellitengalaxien Andromedas in oder in der Nähe einer Ebene durch den Mittelpunkt ihrer Zentralgalaxie befinden. Dieses unerwartete Resultat der Verteilung wirft etliche Fragen auf bezüglich der aktuellen Ansätze zu den Modellen der Galaxienentstehung. Dabei weist die Verteilungsebene in Richtung einer nahe gelegenen Galaxiengruppe der M81-Gruppe, was möglicherweise einen Hinweis auf die großräumige Verteilung Dunkler Materie liefern könnte.
Die 1970 entdeckte Zwerggalaxie Andromeda IV ist mit einer Entfernung von rund 20 Millionen Lichtjahren kein Satellit der Andromedagalaxie.

## Tabelle der bekannten Satelliten

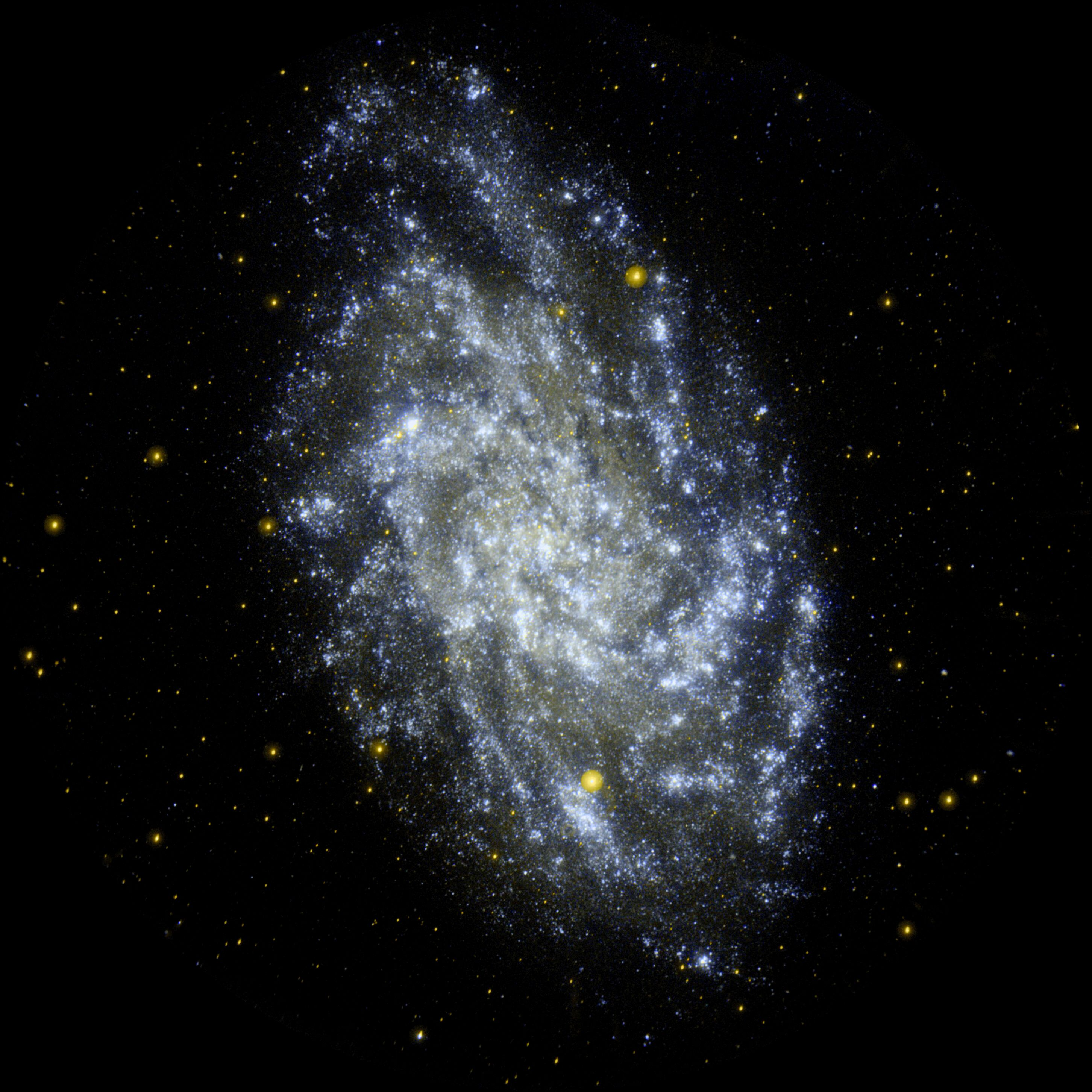
Der Dreiecksnebel (M33) ist die zweitgrößte Galaxie der Andromeda-Untergruppe

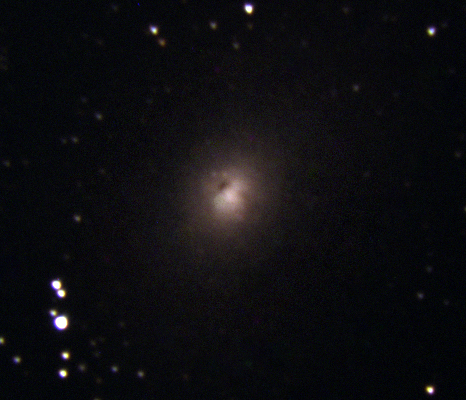
NGC 185, eine elliptische Zwerggalaxie

Die Satelliten der Andromedagalaxie (M31) geordnet nach dem Jahr ihrer Entdeckung.
| Name                    | Typ      | Entfernung zur Sonne (Millionen Lichtjahre) | Scheinbare Helligkeit | Jahr der Entdeckung | Alternative Bezeichnung(en)   | Anmerkung          |
| ----------------------- | -------- | ------------------------------------------- | --------------------- | ------------------- | ----------------------------- | ------------------ |
| Dreiecksgalaxie         | SA(s)cd  | 2,8 ± 0,8                                   | 6,27                  | 1654                | M33, NGC 598, Triangulumnebel |                    |
| M32                     | dE2      | 2,48                                        | 9,2                   | 1749                | NGC 221, Andro-Beta           |                    |
| M110                    | dE6      | 2,69                                        | 9,4                   | 1773                | NGC 205, Andro-Alpha          |                    |
| NGC 185                 | dE5      | 2,01                                        | 11                    | 1787                |                               |                    |
| NGC 147                 | dE5      | 2,2                                         | 12                    | 1829                |                               |                    |
| Peg DIG                 | dIm      | 3,0                                         | 13,2                  | 1950                |                               |                    |
| Andromeda I             | dSph     | 2,43                                        | 13,2                  | 1970                |                               |                    |
| Andromeda II            | dSph     | 2,13                                        | 13                    | 1970                |                               |                    |
| Andromeda III           | dSph     | 2,44                                        | 10,3                  | 1970                |                               |                    |
| LGS 3                   | dIm/dSph | 2,52 ± 0,07                                 | 14,3                  | 1978                | Pisces-Zwerggalaxie           |                    |
| Andromeda V             | dSph     | 2,52                                        | 15,4                  | 1998                |                               |                    |
| Pegasus II              | dSph     | 2,55                                        | 14,5                  | 1998                | Andromeda VI, Peg dSph        |                    |
| Cassiopeia-Zwerggalaxie | dSph     | 2,58                                        | 12,9                  | 1998                | Andromeda VII                 |                    |
| Andromeda VIII          | dSph     | 2,7                                         | 9,1                   | 2003                |                               |                    |
| Andromeda IX            | dSph     | 2,5                                         | 16,2                  | 2004                |                               |                    |
| Andromeda X             | dSph     | 2,9                                         | 16,1 ± 0,5            | 2005                |                               |                    |
| Andromeda XI            | dSph     | 2,6 ± 0,2                                   | 17,2 ± 0,5            | 2006                |                               |                    |
| Andromeda XII           | dSph     | 2,8 ± 0,1                                   | 16,3 ± 1,0            | 2006                |                               |                    |
| Andromeda XIII          | dSph     | 2,92 ± 0,07                                 | 16,8 ± 1,0            | 2006                |                               |                    |
| Andromeda XIV           | dSph     | 2,4 ± 0,5                                   |                       | 2007                |                               |                    |
| Andromeda XV            | dSph     | 2,3 ± 0,3                                   |                       | 2007                |                               |                    |
| Andromeda XVI           | dSph     | 1,72 ± 0,16                                 |                       | 2007                |                               |                    |
| Andromeda XVII          | dSph     | 2,58 ± 0,13                                 | 16,0                  | 2008                |                               |                    |
| Andromeda XVIII         | dSph     | 4,42 ± 0,29                                 | 16,0                  | 2008                |                               |                    |
| Andromeda XIX           | dSph     | 3,04 ± 0,20                                 | 15,6 ± 0,6            | 2008                |                               |                    |
| Andromeda XX            | dSph     | 2,6 ± 0,7                                   | 18,2 ± 0,8            | 2008                |                               |                    |
| Andromeda XXI           | dSph     | 2,80 ± 0,17                                 | 14,0 ± 0,6            | 2009                |                               | [ 4 ] [ 5 ]        |
| Andromeda XXII          | dSph     | 3,0 ± 0,4                                   | 18,0 ± 0,8            | 2009                |                               | [ 4 ] [ 5 ]        |
| Andromeda XXIII         | dSph     | 2,50 ± 0,14                                 | 14,2 ± 0,5            | 2011                |                               | [ 4 ] [ 6 ]        |
| Andromeda XXIV          | dSph     | 1,96 ± 0,11                                 | 16,3 ± 0,5            | 2011                |                               | [ 4 ] [ 6 ]        |
| Andromeda XXV           | dSph     | 2,65 ± 0,15                                 | 14,9 ± 0,5            | 2011                |                               | [ 4 ] [ 6 ]        |
| Andromeda XXVI          | dSph     | 2,48 ± 0,14                                 | 17,3 ± 0,5            | 2011                |                               | [ 4 ] [ 6 ]        |
| Andromeda XXVII         | dSph     | 2,47 ± 0,15                                 | 16,7 ± 0,5            | 2011                |                               | [ 4 ] [ 6 ]        |
| Andromeda XXVIII        | dSph     | 2,12 ± 0,38                                 | 15,6 ± 0,7            | 2011                |                               | [ 7 ] [ 8 ]        |
| Andromeda XXIX          | dSph     | 2,38 ± 0,24                                 | 16,3 ± 0,4            | 2011                |                               | [ 7 ] [ 9 ]        |
| Andromeda XXX           | dSph     | 2,22 ± 0,10                                 |                       | 2012                |                               | [ 4 ] [ 6 ]        |
| Andromeda XXXI          | dSph     | 2,52+0,20−0,18                              | 12,7 ± 0,7            | 2013                | Lacerta I                     | [ 4 ] [ 6 ] [ 10 ] |
| Andromeda XXXII         | dSph     | 2,46+0,14−0,09                              | 12,2 ± 0,7            | 2013                | Cassiopeia III                | [ 4 ] [ 6 ] [ 10 ] |
| Andromeda XXXIII        | dSph     | 2,56 ± 0,21                                 | 14,2 ± 0,2            | 2013                | Perseus I                     | [ 4 ] [ 6 ] [ 11 ] |

## Gezeitensternströme
| Name                   | Typ | Entfernung zur Sonne (Millionen Lichtjahre) | Scheinbare Helligkeit | Jahr der Entdeckung | Alternative Bezeichnung(en) | Anmerkung |
| ---------------------- | --- | ------------------------------------------- | --------------------- | ------------------- | --------------------------- | --------- |
| Tidal Stream Northwest |     |                                             |                       | 2009                | Tidal Stream E and F        |           |
| Tidal Stream Southwest |     |                                             |                       | 2009                |                             |           |

## Wechselwirkung mit Andromeda

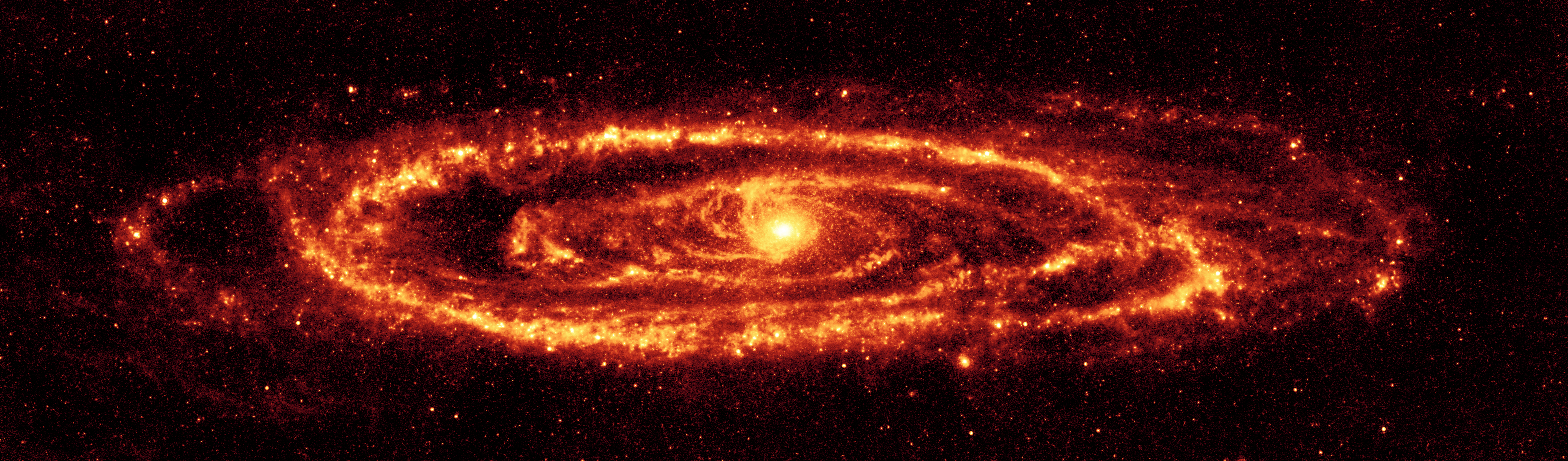
Andromedagalaxie (M31) im Infrarot mit dem Loch im Bogen rechts.

Neue Bilder des Spitzer Space Telescopes der NASA werfen Licht auf die vergangene, gewaltsame Entwicklungsgeschichte Andromedas. Sie zeigen, dass vor wenigen Millionen Jahren eine der Satellitengalaxien, die Elliptische Galaxie M32, einen der Spiralarme Andromedas durchbrach. Infrarotaufnahmen konnten dabei einerseits zeigen, dass die beiden Spiralarme und der durch Sternentstehung hervortretende Ring getrennte Strukturen sind, andererseits dieser Ring in seiner Mitte ein Loch aufweist, wo M32 die Scheibe der Andromedagalaxie durchstieß.

## Galaxientypen
- dIm: Unregelmäßige Zwerggalaxie (dwarf irregular galaxy)
- dE: Elliptische Zwerggalaxie (dwarf elliptical galaxy)
- dSph: Sphäroide Zwerggalaxie (dwarf spheroidal galaxy)
- SA(s)cd: offene Spiralgalaxie ohne Ring

## Weiteres
- Liste der Satellitengalaxien der Milchstraße
- Lokale Gruppe